# Microrégion de l'Arari

Localisation de la microrégion de l'Arari

La microrégion de l'Arari est l'une des trois microrégions qui subdivisent la mésorégion du Marajó, dans l'État du Pará au Brésil.
Elle comporte 7 municipalités qui regroupaient 127 950 habitants en 2006 pour une superficie totale de 28 949 km2.

## Municipalités[1]
- Cachoeira do Arari
- Chaves
- Muaná
- Ponta de Pedras
- Salvaterra
- Santa Cruz do Arari
- Soure